# الاپاها (جورجیا)
الاپاها، جورجیا (به انگلیسی: Alapaha, Georgia) یک منطقهٔ مسکونی در ایالات متحده آمریکا است که در جورجیا واقع شده‌است.

## خصوصیات
الاپاها ۲٫۶ کیلومترمربع مساحت و ۶۶۸ نفر جمعیت دارد و ۸۷ متر بالاتر از سطح دریا واقع شده‌است.